# Перепись населения Латвии (1930)
Перепись населения Латвии (1930) — третья всеобщая перепись населения в Латвийской Республике, проведённая в 1930 году. Согласно переписи в стране проживало 1 900 045 человек; из них 1 394 957 человек (73,42%) были латышами. Население было преимущественно христианским (94,31%), господствующей конфессией было лютеранство (55,68%). 

## Национальный и религиозный состав
По переписи 1930 года в Латвии было зарегистрировано 49 национальностей. Основную массу населения составляли латыши (73,42%). Наибольшим национальным меньшинством были русские (10,62%). Другими многочисленными национальными меньшинствами, исторически проживавшими на латвийских землях, были евреи (4,97%), немцы (3,68%), поляки (3,12%), белорусы (1,90%) и литовцы (1,36%).
По переписи 1930 года Латвия была преимущественно христианской страной. 94,31% населения составляли христиане. Крупнейшими конфессиями были лютеранство (55,68%) и католицизм (32,62%). Среди нехристианских религий больше всего последователей имел иудаизм (4,93%).

## Последующие переписи
- Перепись населения Латвии (1935)